# 겨울 부인
"겨울 부인"은 1969년 공개된 대한민국의 영화이다.

## 배역
- 최은희
- 김지미
- 김대룡
- 유미
- 윤양하
- 박암
- 강부자
- 김웅
- 지방열
- 이예성
- 조덕성
- 추봉
- 손전
- 이동민
- 이영호
- 공시훈
- 김지영